# Joana Anes
Joana Filipa Salgueiro Anes (Lisboa, 29 de Fevereiro de 1984 ) é uma jovem actriz, cantora e modelo portuguesa. 
Começou a carreira com apenas 12 anos, como modelo fotográfica. Joana começou a sua carreira como actriz protagonizando o papel de Nica na novela da TVI Dei-te Quase Tudo. Entre 2008 e 2009 co-protagonizou a série de televisão Rebelde Way, onde viveu a protagonista Mia Rossi.
A Joana Anes tem duas irmãs chamadas Filipa e Inês todas tem entre 20 e 28 anos. No ano 2012 divorciou-se do seu marido Tiago. 

## Televisão
| Televisão | Televisão                 | Televisão  | Televisão             |
| --------- | ------------------------- | ---------- | --------------------- |
| Ano       | Título                    | Papel      | Notas                 |
| 2011      | Episódio Especial         | Joana Anes | Joana Anes            |
| 2011      | última Ceia (Sic Radical) | Joana Anes | Figurante             |
| 2010      | Dá-me Música              | Joana Anes | Joana Anes            |
| 2010      | Fama Show                 | Joana Anes | Joana Anes            |
| 2009      | Um Lugar Para Viver       | Rosário    | 7º Episódio: Caminha  |
| 2009 2008 | Rebelde Way               | Mia Rossi  | protagonista          |
| 2007      | Floribella 2              | Marina     | participação especial |
| 2006      | Dei-te Quase Tudo         | Nica       | secundária            |

## Discografia
- 2009 -  RBL